# 綜合運動公園站

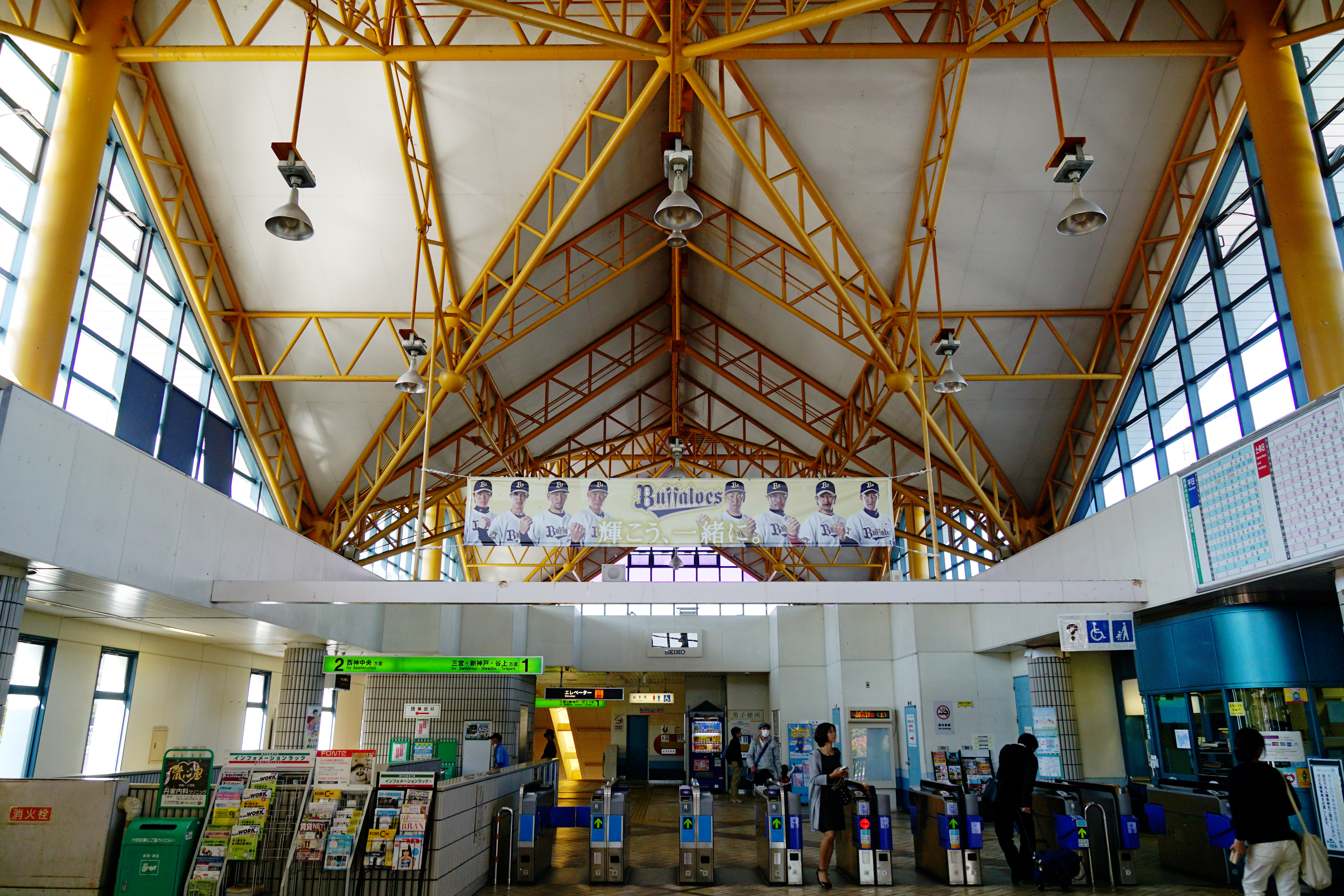
閘口

綜合運動公園站（日语：／ Sōgō-Undō-Kōen eki */?）是位於日本兵庫縣神戶市須磨區，屬於神戶市營地下鐵西神·山手線的鐵路車站。車站編號是S13。車站主題是「躍動感」。

## 車站結構
1面2線的島式月台、2面的對向式月台夾在中間，合計3面2線的地面車站。月台比地面位於較低位置（掘割）。
軌道面海拔約為103公尺，在2015年12月仙台市地下鐵東西線八木山動物公園站開業前是日本最高的地下鐵車站。

### 月台配置
| 月台 | 路線        | 目的地                 |
| ---- | ----------- | ---------------------- |
| 1    | 西神·山手線 | 三宮、新神戶、谷上方向 |
| 2    | 西神·山手線 | 學園都市、西神中央方向 |

通常只使用中央的島式月台，當神戶綜合運動公園內舉辦大規模活動時，兩端的對向式月台將作為下車專用月台。
對向式月台合計5個（往三宮方向月台側有2個、往西神中央方向月台側有3個）臨時出口。另外，對向式月台沒有編號。

## 使用情況
2016年（平成28年）度的1日平均上車人次為7,242人。
舉辦活動時有多數乘客使用。
近年的1日平均上車人次推移如下表。
| 年度               | 1日平均 上車人次 |
| ------------------ | ---------------- |
| 1995年（平成07年） | 7,175            |
| 1996年（平成08年） | 7,389            |
| 1997年（平成09年） | 6,935            |
| 1998年（平成10年） | 6,335            |
| 1999年（平成11年） | 6,259            |
| 2000年（平成12年） | 6,247            |
| 2001年（平成13年） | 6,538            |
| 2002年（平成14年） | 7,500            |
| 2003年（平成15年） | 7,440            |
| 2004年（平成16年） | 7,488            |
| 2005年（平成17年） | 7,584            |
| 2006年（平成18年） | 7,946            |
| 2007年（平成19年） | 7,685            |
| 2008年（平成20年） | 7,825            |
| 2009年（平成21年） | 7,622            |
| 2010年（平成22年） | 7,787            |
| 2011年（平成23年） | 7,377            |
| 2012年（平成24年） | 7,358            |
| 2013年（平成25年） | 7,466            |
| 2014年（平成26年） | 7,343            |
| 2015年（平成27年） | 7,273            |
| 2016年（平成28年） | 7,242            |

## 歷史
- 1985年（昭和60年）6月18日：開始營業。
- 1995年（平成7年）
  - 1月17日：受阪神大地震影響無法通行。
  - 1月18日：恢復營業（名谷－學園都市站間開始單線運行），快速休止。
  - 1月25日：名谷站－學園都市站間恢復複線運行。
  - 7月21日：休止的快速廢除。

## 相鄰車站
神戶市交通局（神戶市營地下鐵）
西神·山手線
名谷（S12）－綜合運動公園（S13）－學園都市（S14）

## 外部連結
- 綜合運動公園站 （页面存档备份，存于） - 神戶市交通局